# Soziologische Systemtheorie
Als soziologische Systemtheorie wird eine auf systemtheoretischen Diskursen und Begriffen basierende Theorie der Sozialität als Teil einer allgemeinen Soziologie bezeichnet. Die soziologische Systemtheorie hat dabei den Anspruch, eine Universaltheorie im Sinne eines umfassenden und kohärenten Theoriegebäudes für alle Formen von Sozialität (z. B. Zweierbeziehungen, Familien, Organisationen, Funktionssysteme, Gesellschaft) zu sein. Damit umfasst sie auch sich selbst als Gegenstand ihrer Theorie, operiert also selbstbezüglich.
Als wichtigste Vertreter gelten Talcott Parsons (strukturfunktionalistische Theorie des Handlungssystems) und Niklas Luhmann (funktionalstrukturalistische Theorie sozialer Kommunikationssysteme, siehe Systemtheorie (Luhmann)).

## Funktionalismus und Systemerhaltung
Die Ursprünge der Systemtheorie liegen in den USA. 1954 wurde die Society for General Systems Research (heute: International Society for the Systems Sciences) gegründet, in deren Jahrbuch General Systems die ersten grundlegenden Arbeiten zu einer Allgemeinen Systemtheorie publiziert wurden. Es gab zwei Hauptströmungen: den Struktur- oder Bestandsfunktionalismus und die Theorie Parsons, für die sich die Bezeichnung Systemfunktionalismus nicht durchgesetzt hat. Parsons wird häufig unter Strukturfunktionalismus subsumiert, was er jedoch selbst (wie auch sein Student Niklas Luhmann) zurückweist. Tatsächlich unterscheidet sich seine Theorie auch fundamental vom Strukturfunktionalismus.
Ausgehend von ethnologischen und anthropologischen Fragestellungen untersuchte der Strukturfunktionalismus (Alfred R. Radcliffe-Brown, Bronisław Malinowski,
Edward E. Evans-Pritchard) die Frage, wie Strukturen das Verhalten von Individuen innerhalb einer Gesellschaft determinieren. Dabei wurden alle gesellschaftlichen Strukturen auf ihre Funktion hin befragt. Als Struktur wird dabei die Gesamtheit der sozialen Beziehungen und Interaktionen im sozialen Netzwerk einer Gesellschaft verstanden. Diese Strukturen einer Gesellschaft werden als äußerst stabil und als nur durch externe Faktoren wandelbar angesehen. In diesem Sinne suchte der Strukturfunktionalismus nach den Bestandsvoraussetzungen sozialer Systeme und gesellschaftlicher Strukturen. Die Ergebnisse waren im Wesentlichen Listen mit Bestandsvoraussetzungen und Variablen. Die Limitierung auf segmentäre Gesellschaften, wie etwa Stämme, wurde damit begründet, dass man einen isolierbaren begrenzbaren Forschungsgegenstand brauchte, um überhaupt Aussagen treffen zu können.

## Systemtheorie bei Parsons
Der soziologische Systembegriff geht auf Talcott Parsons zurück. Die von Parsons entwickelte Systemtheorie 
"will die Gemeinschaft als Zusammenhang ('System') begreifen, nämlich als zwischenmenschliches Verhaltensgefüge ('Struktur'), dessen Teile in wechselseitiger Abhängigkeit ('Interdependenz') zueinander stehen. Ein solches Verhaltenssystem bildet sich dadurch, daß Menschen ihre Handlungen nach bestimmten Verhaltenserwartungen [...] aufeinander einstellen. An den mehr oder minder stabilen Verhaltensgefügen sind die Einzelnen in bestimmten 'Rollen' beteiligt". 
Aus dieser Sicht hat die normative, insbesondere die rechtliche Lenkbarkeit des Verhaltens eine zentrale Funktion für die Bildung einer Gemeinschaft.
Parsons betrachtet dabei Handlungen als konstitutive Elemente sozialer Systeme. Er prägte den Begriff der strukturell-funktionalen Systemtheorie. Der Begriff Struktur bezieht sich dabei auf diejenigen Systemelemente, die von kurzfristigen Schwankungen im System-Umwelt-Verhältnis unabhängig sind. Funktion dagegen bezeichnet den dynamischen Aspekt eines sozialen Systems, also diejenigen sozialen Prozesse, die die Stabilität der Systemstrukturen in einer sich ändernden Umwelt gewährleisten sollen. Die strukturell-funktionale Theorie beschreibt also den Rahmen, der Handlungsprozesse steuert. Ist die Struktur eines Systems bekannt, kann in funktionalen Analysen angegeben werden, welche Handlungen für die Systemstabilisierung funktional oder dysfunktional sind. Handlungen werden also nicht isoliert betrachtet, sondern im Kontext der strukturellen und funktionalen Aspekte des jeweiligen Sozialsystems.

## AGIL-Schema

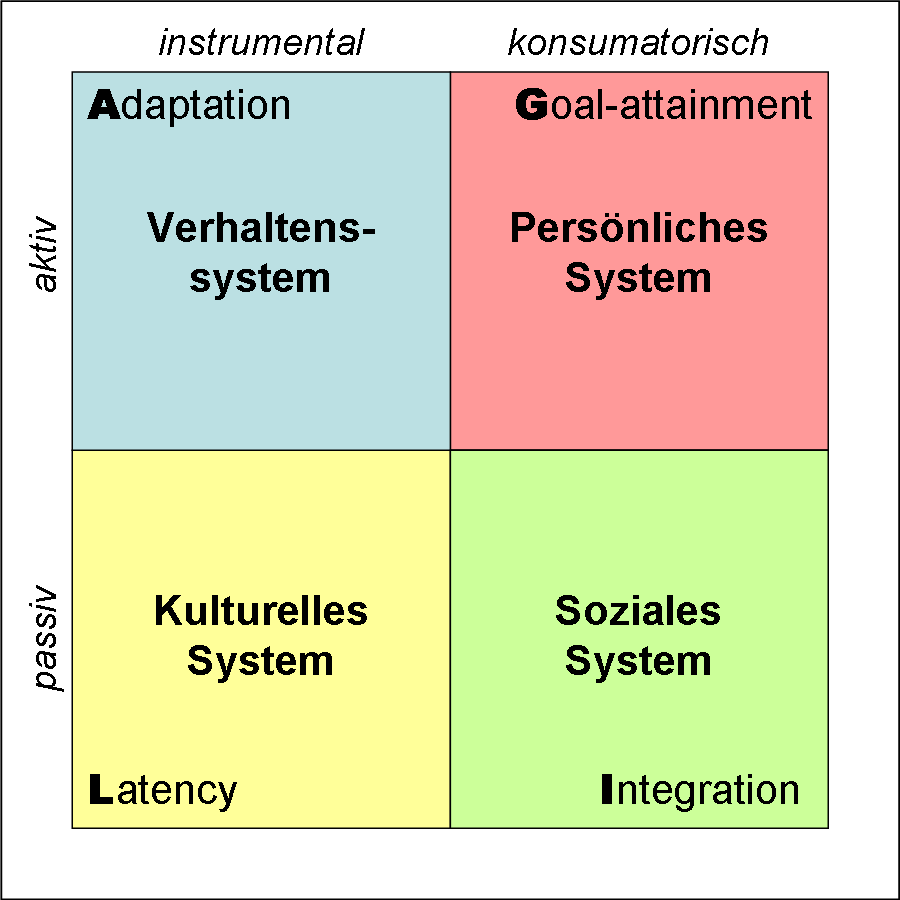
Parsons AGIL-Schema

Zur strukturellen und funktionalen Analyse sozialer Systeme entwickelte Parsons das AGIL-Schema, das die für die Strukturerhaltung notwendigen Funktionen systematisiert. Demnach müssen alle Systeme vier elementare Funktionen erfüllen:
1. Adaptation (Anpassung),
2. Goal Attainment (Zielerreichung),
3. Integration (Integration) und
4. Latency (Strukturerhaltung)

Einzelne Handlungen werden also nicht isoliert, sondern im Rahmen eines strukturellen und funktionalen Systemzusammenhanges betrachtet. Handlungen sind dabei Resultate eben jenes Systemzusammenhanges, der durch diese Handlungen gestiftet wird (handlungstheoretische Systemtheorie). Parsons beschreibt den Zusammenhang zwischen System und Systemelementen also als rekursiv und berücksichtigt damit wechselseitige Ermöglichungs-, Verstärkungs- und Rückkopplungsbedingungen.

## Erweiterung und Neuformulierung durch Luhmann
Niklas Luhmann erweitert die Theorie Parsons und verwendet nicht mehr den Handlungsbegriff, sondern den sehr viel allgemeineren Begriff der Operation. Systeme entstehen, wenn Operationen aneinander anschließen. Die Operation, in der soziale Systeme entstehen, ist Kommunikation. Wenn eine Kommunikation an eine Kommunikation anschließt (sich auf diese zurückbezieht und sie zugleich weiter führt), entsteht ein sich selbst beobachtendes soziales System. Kommunikation wird durch Sprache und durch symbolisch generalisierte Kommunikationsmedien (Geld, Wahrheit, Macht, Liebe) wahrscheinlich gemacht.
Die Besonderheit in der Sichtweise Luhmanns besteht darin, dass Kommunikation – als die Operation sozialer Systeme – nicht als Handeln gesehen wird, das durch einzelne Menschen vollzogen wird. Im Besonderen geht es nicht um Einwirkungen von Mensch zu Mensch, die ein Beobachter als Kausalität (Monokausalität, Multikausalität oder Kausalkette) feststellen kann. Ebenso wenig geht es um Informationsübertragung, die als Metapher aufgefasst werden kann. Der Begriff Kommunikation beschreibt eine Operation, in der soziale Systeme entstehen. Kommunikation kann nur an Kommunikation anschließen, und auf diese Weise verlaufen diese Operationen simultan und parallel zu den Operationen anderer Systeme (z. B. den Gedanken als Operationen psychischer Systeme, synonym Bewusstseinssysteme). Auch Personen bestehen nicht als Handelnde, sondern als von der Kommunikation konstruierte Einheiten („Identifikationspunkte“).
Luhmann unterscheidet drei Typen sozialer Systeme:
- Interaktionssysteme
- Organisationssysteme
- Gesellschaftssysteme

Gesellschaft ist das umfassende System, das sich in Funktionssysteme ausdifferenziert. Auf diese Weise entstehen unter anderem das Recht, die Wirtschaft, die Wissenschaft, die Politik, die Religion als funktional ausdifferenzierte Systeme. Diese Systeme – nicht die Menschen – beobachten unter Verwendung spezifischer Unterscheidungen (Recht/Unrecht im Rechtssystem, wahr/falsch im Wissenschaftssystem, Allokation/Nichtallokation im Wirtschaftssystem, Immanenz/Transzendenz im Religionssystem oder Regierung/Opposition im politischen System). Diese Unterscheidungen oder Codes bilden den Rahmen, innerhalb dessen das Teilsystem Formen ausbilden kann. Der Code sorgt für die operative Schließung des Systems. Für die Offenheit des Systems sorgen Programme, nach denen für die eine oder andere Seite einer Entscheidung optiert wird. Als Beispiel für ein Systemprogramm können etwa Theorien in der Wissenschaft genannt werden, die über eine Zuordnung zu einer der beiden Seiten wahr/falsch entscheiden.

## Begriffe der soziologischen Systemtheorie

Begriffe sozialer Systeme in der Systemtheorie

- Anschluss
- Beobachtung
- Differenz (Luhmann)
- Kontingenz
- Doppelte Kontingenz
- Kommunikation (Systemtheorie)
- Resonanz (Luhmann)
- Strukturelle Kopplung
- Autopoiesis

### Primärliteratur
- Johannes Heinrichs, Logik des Sozialen, Steno Verlag, 2005, ISBN 9544491996
- Talcott Parsons, Das System moderner Gesellschaften, 6. Auflage, Juventa, 2003, ISBN 3-7799-0710-0
- Niklas Luhmann, Dirk Baecker (Hrsg.), Einführung in die Systemtheorie, 5. Auflage, Carl Auer, 2009, ISBN 3-89670-459-1
- Niklas Luhmann, Soziale Systeme, 11. Auflage (1. Auflage 1984), Suhrkamp 2001, ISBN 3-518-28266-2
- Niklas Luhmann, Einführung in die Theorie der Gesellschaft, Carl Auer, 2005, ISBN 3-89670-477-X
- Niklas Luhmann, Soziologische Aufklärung (6 Bde.), VS Verlag, 2005, ISBN 3-531-14176-7
- Niklas Luhmann, Die Gesellschaft der Gesellschaft (2 Bde.), Suhrkamp 1998, ISBN 3-518-28960-8

### Sekundärliteratur
- Dirk Baecker, Wozu Systeme?, Kadmos, 2002, ISBN 3-931659-23-2
- Dirk Baecker (Hrsg.), Schlüsselwerke der Systemtheorie, Wiesbaden, 2005, ISBN 3-531-14084-1
- Margot Berghaus, Luhmann leicht gemacht, Utb, 2011³, ISBN 978-3-8252-2360-1
- Johann Dieckmann, Einführung in die Systemtheorie, Utb, 2005, ISBN 3-8252-8305-4
- Johann Diekmann: Luhmann-Lehrbuch. W. Fink, Paderborn 2004 (UTB 2486), ISBN 3-8252-2486-4.
- Michael Gerth, 2005: Luhmann für Einsteiger, multimediale Einführung in die Systemtheorie
- Andreas Göbel: Theoriegenese als Problemgenese: Eine problemgeschichtliche Rekonstruktion der soziologischen Systemtheorie Niklas Luhmanns, Universitätsverlag Konstanz, Konstanz 2000 (Zugl.: Essen, Univ. Diss. 1999), ISBN 3-87940-702-9
- Detlef Horster, Niklas Luhmann, 2. Auflage, Beck, 2005, ISBN 3-406-52812-0
- Stefan Jensen, Erkenntnis, Konstruktivismus, Systemtheorie, VS Verlag, 1999, ISBN 3-531-13381-0
- Jens Jetzkowitz / Carsten Stark, Soziologischer Funktionalismus, VS Verlag, 2003, ISBN 3-8100-3705-2
- Georg Kneer / Armin Nassehi, Niklas Luhmanns Theorie sozialer Systeme, 4. Auflage, Utb, 2000, ISBN 3-8252-1751-5
- Andrey Korotayev, Artemy Malkov, and Daria Khaltourina, Introduction to Social Macrodynamics: Compact Macromodels of the World System Growth, Moscow: Editorial URSS, 2006, ISBN 5-484-00414-4
- Detlef Krause, Luhmann-Lexikon, Neudruck, Utb, 2005, ISBN 3-8252-2184-9
- David J. Krieger, Einführung in die allgemeine Systemtheorie, 2. Auflage, Utb, 1996, ISBN 3-8252-1904-6
- Walter Reese-Schäfer, Niklas Luhmann zur Einführung, 4. Auflage, Junius, 2005, ISBN 3-88506-305-0
- Christian Schuldt, Systemtheorie, 2. Auflage, Europäische Verlagsanstalt, Hamburg 2006, ISBN 3-434-46153-1
- Dirk Villányi / Matthias Junge / Ditmar Brock, Soziologische Systemtheorie, in: Brock et al., Soziologische Paradigmen nach Talcott Parsons. Eine Einführung. VS Verl., Wiesbaden 2009, S. 337–397.
- Dirk Villányi / Thomas Lübcke, Soziologische Systemtheorie und Metaphorik (PDF; 442 kB), in: Junge (Hg.), Metaphern und Gesellschaft, VS Verl., Wiesbaden 2011, S. 31–48.
- Helmut Willke, Systemtheorie, 6. Auflage, Utb, 2000, ISBN 3-8252-1161-4